# Balclutha (voilier)
Pour les articles homonymes, voir Balclutha (homonymie).
Le Balclutha est un trois-mâts carré, à coque acier, construit en 1886. Il tire son nom du gaélique Bal (cité) sur la Clutha (Clyde). Depuis le 4 février 1985, il est considéré comme National Historic Landmark (monument historique) par le National Trust for Historic Preservation. Il est amarré au quai du Hyde Street Pier (en) de San Francisco et fait partie du Musée maritime.

## Histoire
Le Balclutha fut construit dans les chantiers navals de Charles Connell & Co. Ltd de Glasgow pour le compte de Robert McMillan de Dumbarton en Écosse. C'est un modèle type de cap-hornier. Il franchit 17 fois le cap Horn durant ses 13 premières années de navigation.
Durant cette période il transporta de nombreuses cargaisons entre l'Europe et les divers ports des États-Unis dans le Pacifique ; mais aussi du nitrate du Chili, de la laine d'Australie et de Nouvelle-Zélande, du riz de Birmanie et le cabotage côtier de céréale et de bois d'œuvre.
En 1899, il est enregistré à Hawaï et fait le trajet Australie - San Francisco pour le transport de bois et de charbon.
En 1902, il est rebaptisé Star of Alaska par la conserverie APA (Alaska Packers' Association (en)) qui l'a racheté pour la pêche au saumon et le ravitaillement de ses conserveries en Alaska.
Son équipage est d'au moins 200 membres, passagers inclus pour ce travail de pêche, par rapport aux 26 marins quand il servait au commerce. Sa carrière s'arrêtera en 1930.
En 1933, il est rebaptisé Pacific Queen. Il apparaît dans le film américain de 1935 Les Révoltés du Bounty avec Clark Gable et Charles Laughton. Puis il sert de bateau d'exposition et se détériore progressivement.
En 1954, il est racheté par le Musée maritime de San Francisco qui le restaure et lui redonne son premier nom Balclutha pour devenir bateau-musée.